# 屠惟霖
屠惟霖（1562年10月9日—1622年8月9日），字阳悦，又字公雨，号二水，浙江宁波府鄞县人，明朝官员。初授光禄寺监事，累官至陕西庆阳府宁州同知。

## 生平
嘉靖四十一年九月十二日（1562年10月9日），屠惟霖出生于浙江宁波府鄞县的名门甬上屠氏。万历十二年（1584年）成为县学生员，万历十三年（1585年）入国子监读书。两次参加顺天府乡试都没有中举，遂决定以监生身份出仕，选授光禄寺监事，不久改授河南开封府陈州判官，又升为陕西庆阳府宁州同知，后因父亲年老辞官，天启二年七月初三（1622年8月9日）去世，享年六十一岁。

## 轶事
屠惟霖善于相面，后来成为鲁监国兵部尚书的孙嘉绩是他的外孙，曾被女儿带回娘家。屠惟霖一见到他，就对儿子们说：“这个小孩相貌非凡，将来必定会成为名臣，你们都不如他。”小儿子屠献宸听后很不服气，屠惟霖就对他说：“你将来也会很有出息，只是你俩都享不到福。”后来果然都应验了。

## 家庭
祖父屠大山，仕至兵部右侍郎，川湖总督。父屠本畯，为湖广辰州府知府，母黄妙真。妻子闻玄真，是嘉靖朝吏部尚书闻渊的曾孙女。育有五子四女：长子屠藎忠，次子屠葵忠，三字屠亮忠，四子屠鼎忠，幼子屠懿忠又名屠献宸，“宁波五君子”之一；长女屠芳芷；次女屠芳兰；三女屠芳茝，是抗清名臣孙嘉绩的母亲；四女屠芳蕙。